# La Fanzinothèque
La Fanzinothèque est une association poitevine créée en 1989 qui collecte, archive, conserve et valorise les fanzines de tous genres (musique, bande dessinée, cinéma, politique, etc.) et de toutes provenances géographiques. Son fonds estimé à environ 60 000 documents constitue une ressource documentaire alternative unique. Il compte aussi des publications issues de la micro-édition graphique, des objets insolites, et des bandes dessinées indépendantes dont les auteurs sont issus du fanzinat. D'après le fanzine espagnol Pez #3 paru en juillet 2008, il s'agit de la plus grande bibliothèque de fanzines du monde. Depuis 2012, la Fanzinothèque a mis en place une démarche de numérisation de fanzines en archivage et en consultation publique depuis son site internet.

## Histoire
Les années 1980 voient le fanzinat et la presse jeune se développer à Poitiers. En 1988, le tout premier Conseil communal des jeunes décide de créer une bibliothèque regroupant ces publications. Didier Bourgoin, membre fondateur, développe la Fanzinothèque un an plus tard dans un local du Confort moderne où l'association indépendante est aujourd'hui encore située.

## Activités
La Fanzinothèque développe ses activités dans plusieurs domaines :
- un centre de documentation ouvert à tous qui traite une moyenne de 150 fanzines (musique, bande dessinée, écriture, etc.) par mois, et dispose d'un kiosque de vente (fanzines, livres, affiches, etc.) en soutien à la micro-édition et aux éditions artisanales ;
- l'organisation d'expositions, de rencontres, de lectures et de concerts. La Fanzinothèque organise trois à quatre expositions par an et développe des actions de découverte de la petite presse et des fanzines, ainsi que des rencontres avec des auteurs proches du fanzinat ;
- un atelier de sérigraphie, « Le Labo », qui permet de réaliser des travaux d'impression, d'édition et de création pour des associations, artistes[1], etc.
- l'organisation d'actions de médiation afin de faire découvrir le monde du fanzinat à tout type de public à travers la présentation de sa collection ou de ses techniques d'impression.

La Fanzinothèque organise également depuis 2021 un festival à la fin du mois d'août : les Universités d'Eté du Fanzine (UEF). Durant trois jours, il propose des conférences, des expositions, des discussions, des ateliers de création, des concerts et des projections, et accueille des stands permettant de découvrir et d'acquérir le travail de nombreux créateurs.

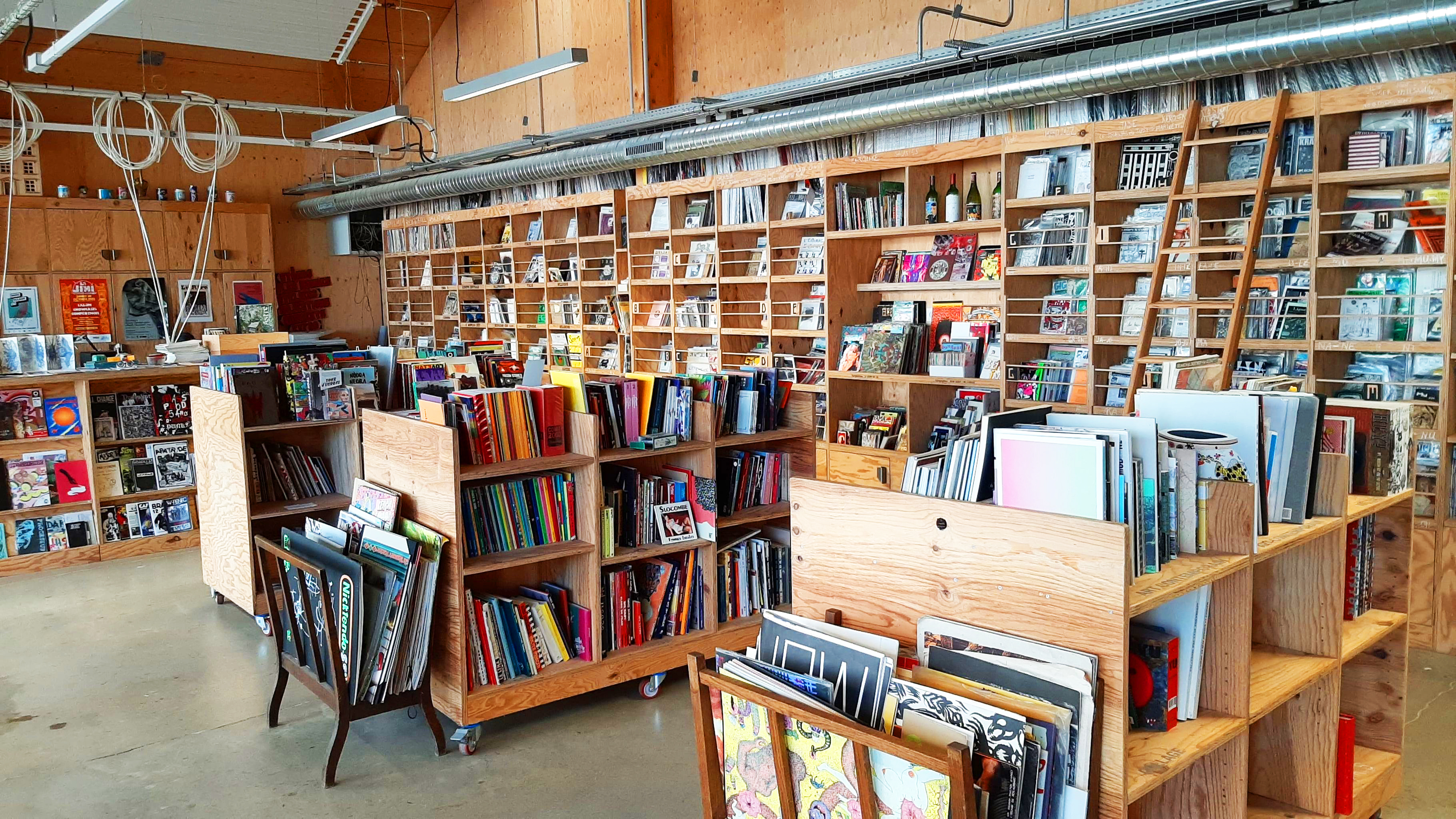
Les locaux de La Fanzinothèque.
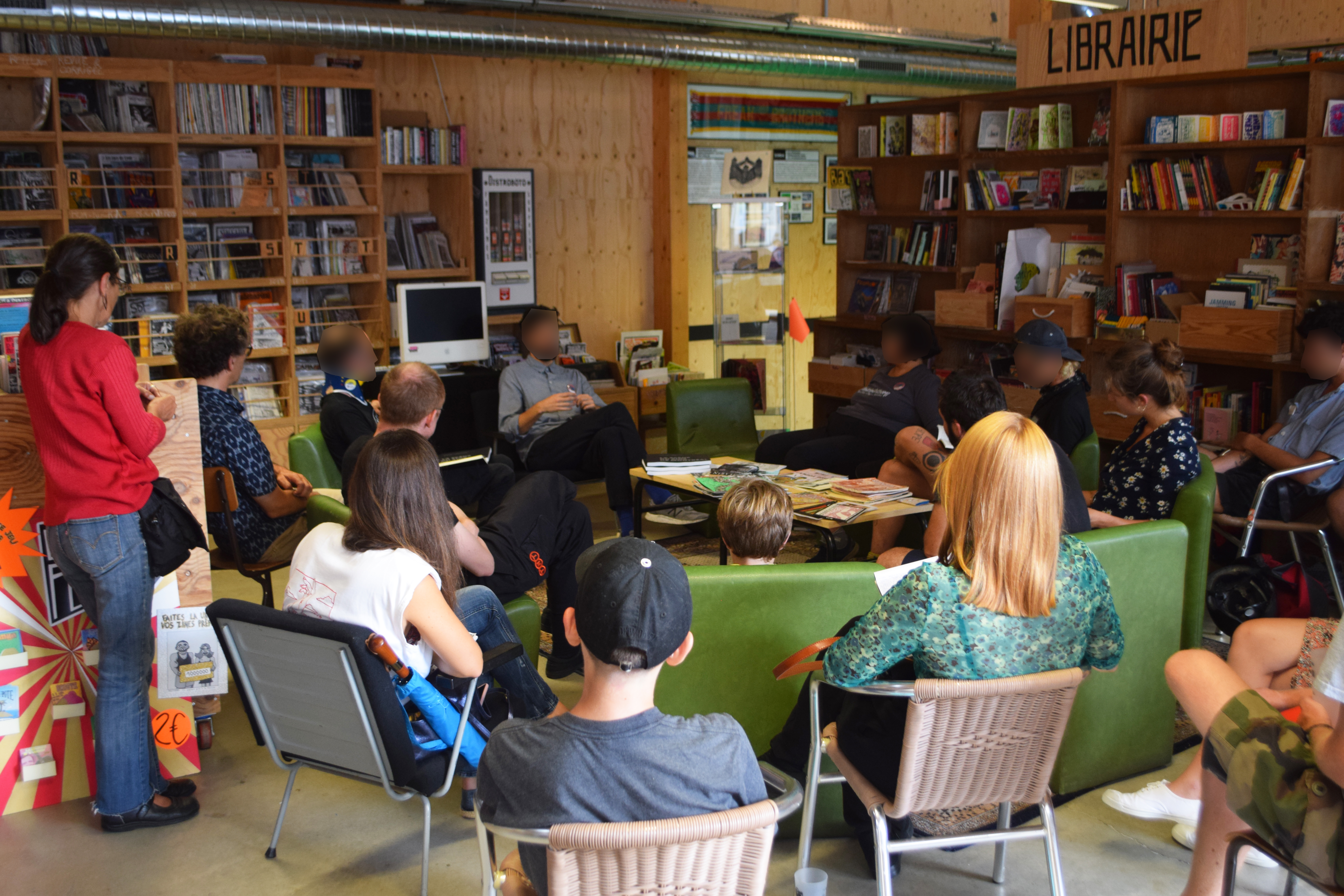
Présentation du travail d'un chercheur à La Fanzinothèque.
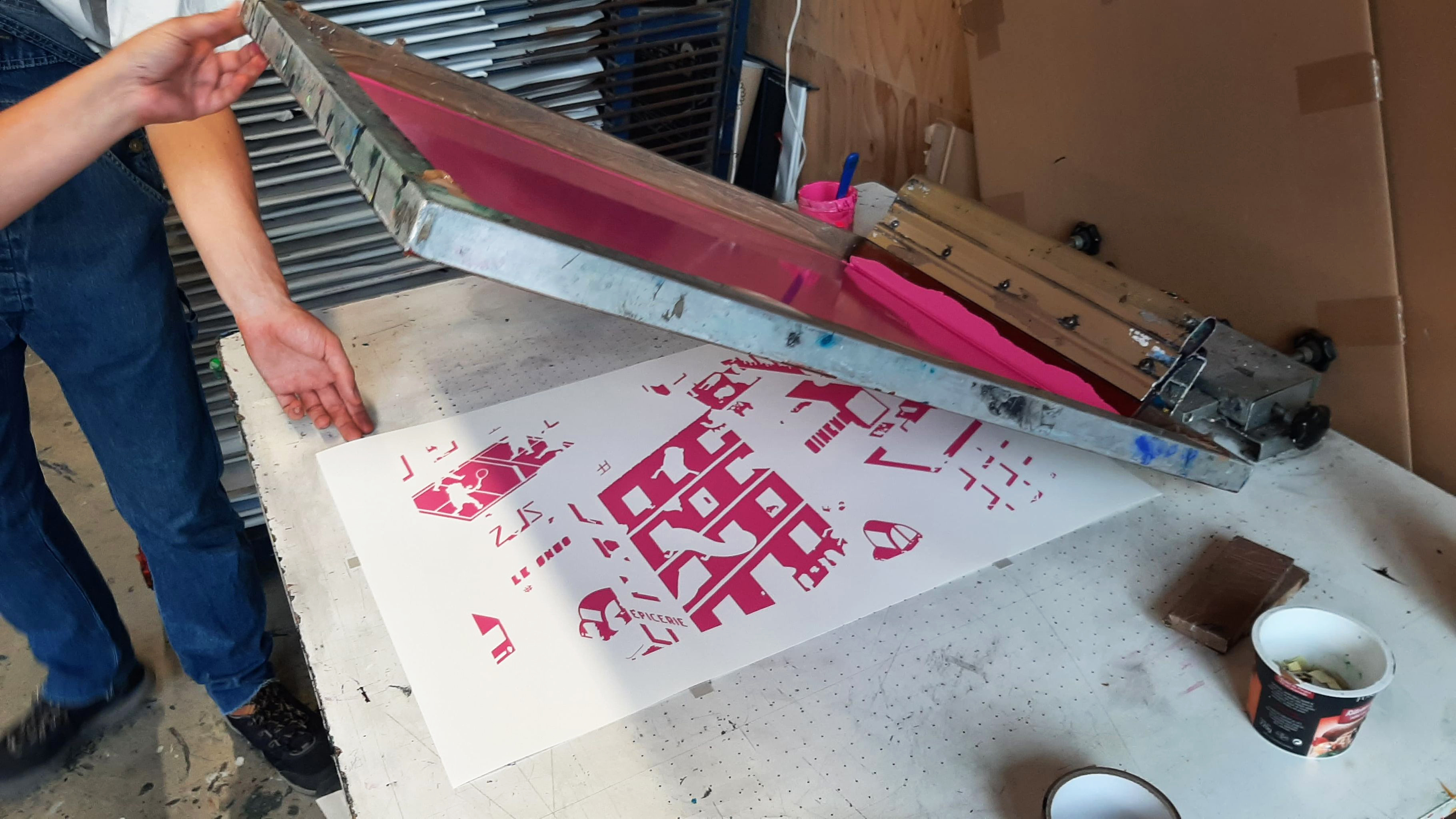
Exemple d'un tirage sérigraphique du labo d'impression.
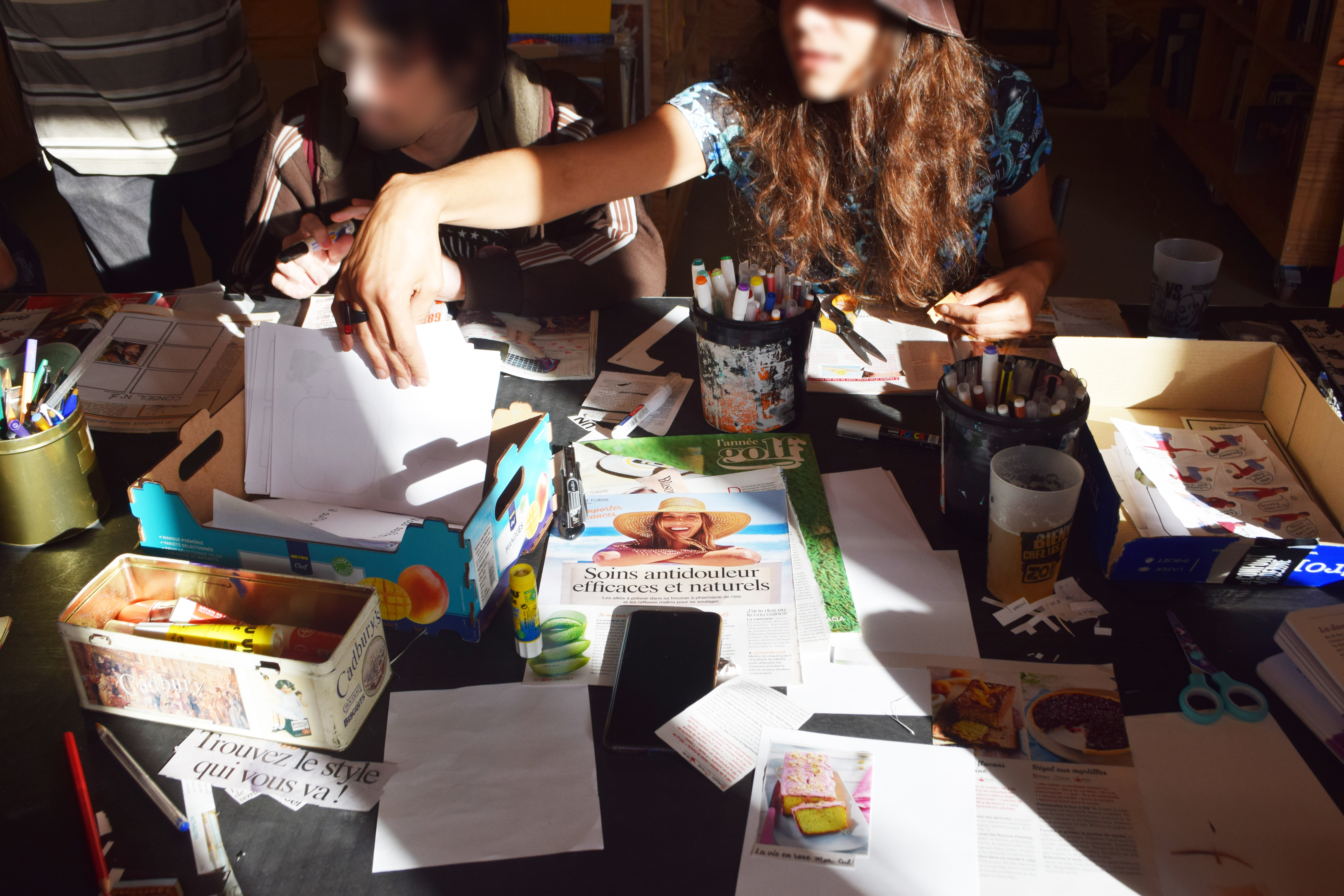
Exemple d'un atelier de création d'un fanzine collectif.
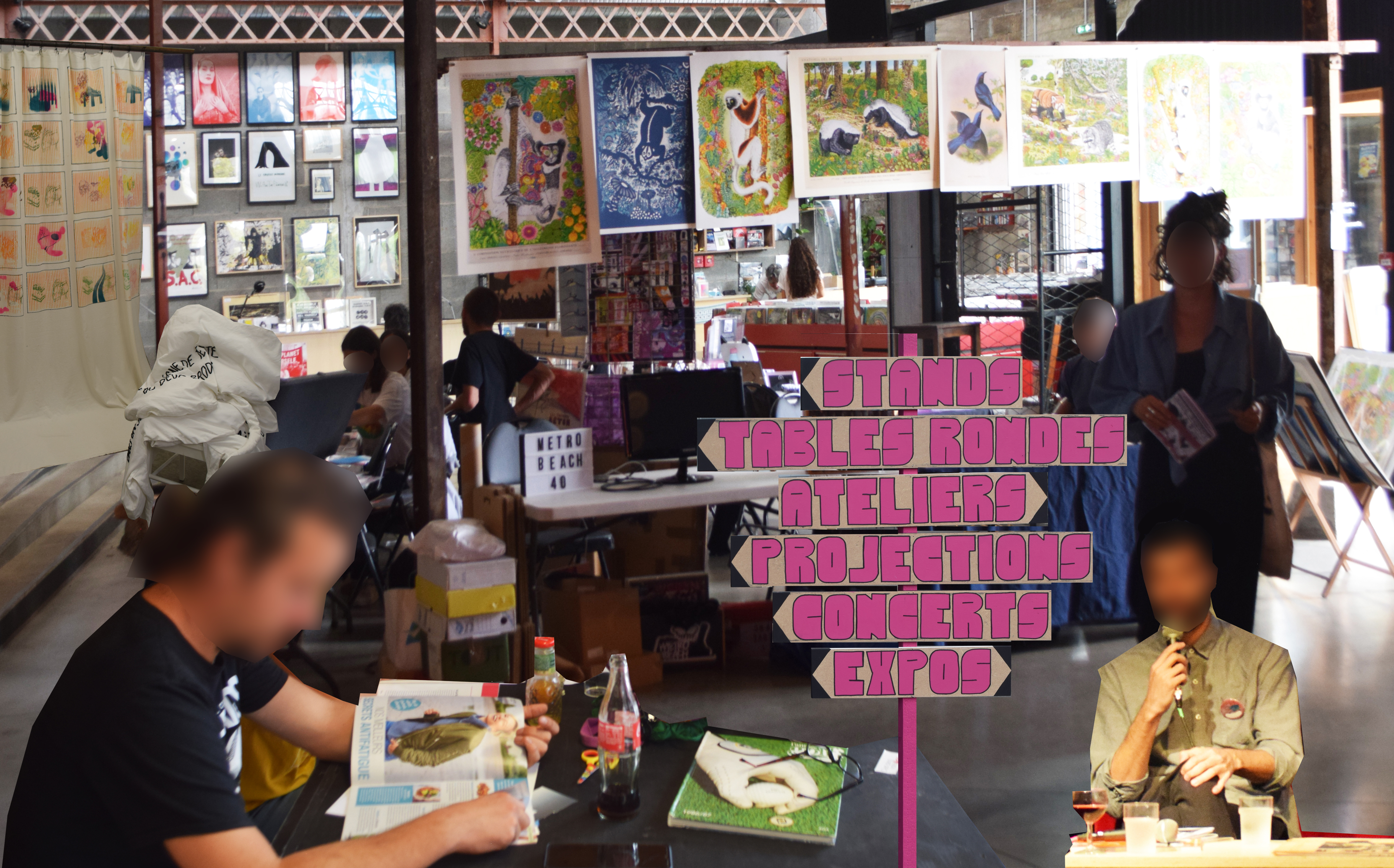
Les U.E.F. : fanzines, sérigraphie, stands, tables rondes, ateliers, concerts, projections et expositions.